# Humphrey Gower

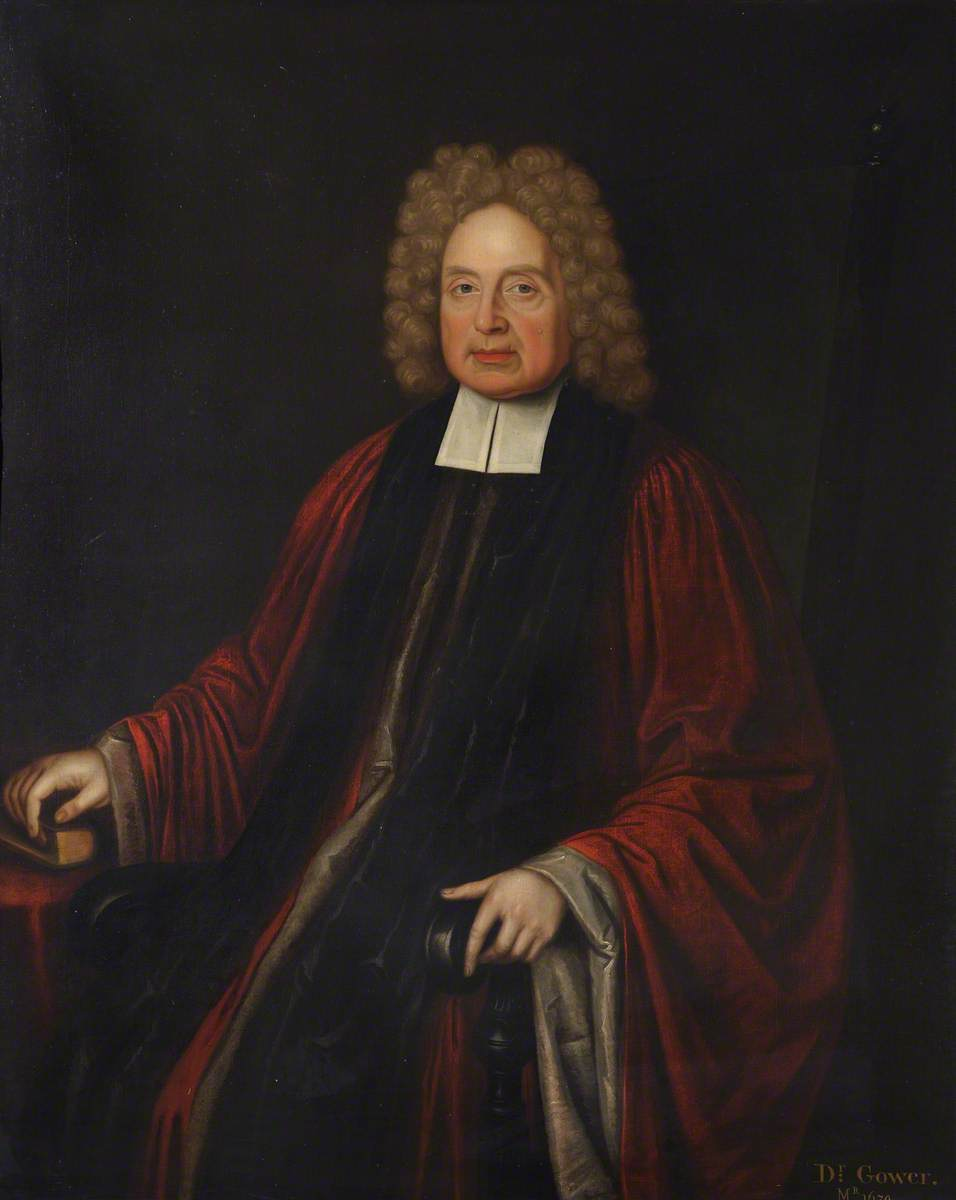
Humphrey Gower

Humphrey Gower (* 1638 in Brampton Bryan, Herefordshire; † 27. März 1711 in Cambridge) war ein englischer Theologe.

## Leben
Humphrey Gower war ein Sohn von Stanley Gower, der zuerst Pfarrer von Brampton Bryan und danach von Holy Trinity in Dorchester war, und dessen Gattin Sarah Hyde. Er besuchte die St Paul’s School (London) sowie eine Schule in Dorchester. Danach absolvierte er ab 1655 das St John’s College (Cambridge), wo er 1658 zum Bachelor of Arts graduierte, am 23. März 1659 zum Fellow gewählt wurde und schließlich 1662 den akademischen Grad eines Master of Arts erreichte. Nach seiner Priesterweihe amtierte er ab 1663 als Pfarrer in Hammoon, Dorset, ab 1667 in Paglesham, Essex, ab 1675 in Newton auf der Isle of Ely sowie ab 1677 in Fen Ditton, Cambridgeshire. 1676 war er Doktor der Theologie geworden.
Am 11. Juli 1679 wurde Gower zum Lehrer der Theologie am Jesus College (Cambridge) ernannt, legte dieses Amt aber bald nieder, um am 3. Dezember 1679 in gleicher Eigenschaft an das St John’s College zu wechseln. Einen Monat zuvor war er am 1. November Pfründner der Kathedrale von Ely geworden. Von 1680 bis 1681 war er Rektor des St John’s College und führte in dieser Eigenschaft am 18. September 1681 eine Abordnung von Professoren an, die in Newmarket auf König Karl II. wartete. Er ließ diesen bei einem Festmahl im St John’s College reichlich bewirten, hielt ihm zwei lateinische Reden und schenkte ihm eine englische Bibel. Sowohl in der Universität als auch in der Stadt Cambridge fanden zahlreiche Feierlichkeiten statt.
Am 29. Juni 1693 erfolgte Gowers Ernennung zum Lady Margaret’s Professor of Divinity. Im Juli 1693 wurde er durch ein zwingendes Mandamus zum Hinauswurf von 20 Fellows seines Colleges verpflichtet, die Non-Juroren waren. Gower weigerte sich aber und argumentierte, dass nicht schon in der ersten Instanz in dieser Angelegenheit ein Endurteil hätte gesprochen werden sollen. Sofort wurde eine Klage gegen ihn vor dem Schwurgericht von Cambridge vorbereitet, doch die Grand Jury wies diese Klage ab. Ein weiteres Mandamus ohne namentliche Nennung der Non-Juroren wurde im folgenden Oktober erlassen, doch Gower lehnte erneut deren Entlassung ab und der Court of King’s Bench wies die Forderung zurück, das Mandamus in ein zwingendes Urteil umzuwandeln. Danach wurde die Angelegenheit fallengelassen.
Gower starb am 27. März 1711 im St John’s College von Cambridge und wurde in der Kapelle des Colleges beigesetzt. In seinem Testament vermachte er dem College u. a. einige Pfründe, ein ausgedehntes Gut in Thriplow sowie seine Bücher für die College-Bibliothek.

## Werke
- A Discourse delivered in two Sermons in the Cathedral of Ely in September 1684, Cambridge, 1685.
- A Sermon preached before the King at Whitehall on Christmas Day, 1684, London, 1685.

Humphrey Gower verfasste auch eine (in Ralph Thoresbys Vicaria Leodiensis abgedruckte) Kurzbiographie über John Milner, den Vikar von Leeds († 1702), der sich zu den Non-Juroren bekannte.